# Franz Csorich von Monte Creto

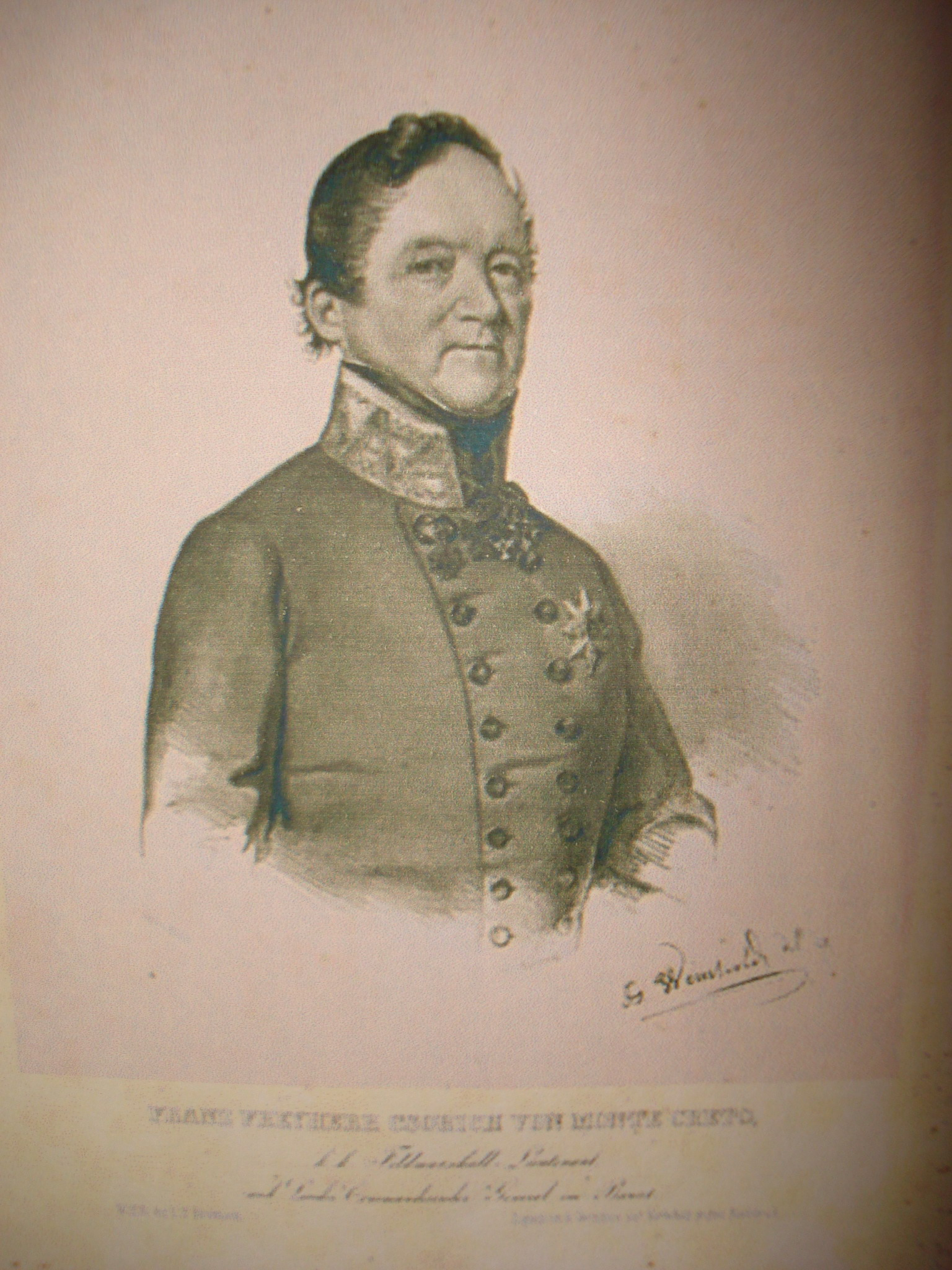
Alexander Franz Freiherr Csorich von Monte Creto

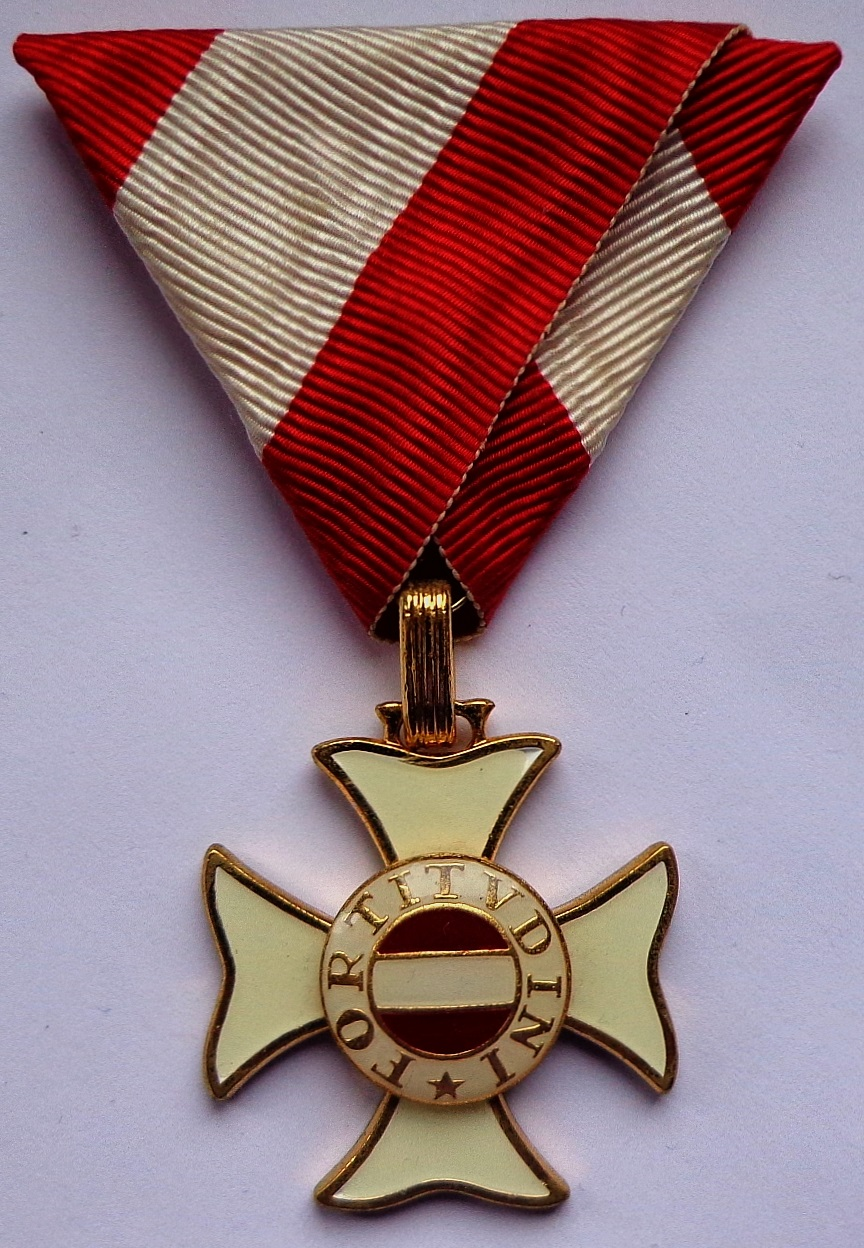
Ritterkreuz des Militär-Maria-Theresien-Ordens

Alexander Franz Freiherr Csorich von Monte Creto (spr. tschóritsch; kroatisch Aleksandar Franjo barun Čorić), (* 3. Oktober 1772 in Senj (Zengg) im Litorale; † 4. März 1847 in Temesvár) war kroatischer k. u. k. Feldmarschallleutnant.

## Leben
1789 trat er als Kadett in die Armee ein und nahm an den Feldzügen ab 1792 teil. Er trug als Oberleutnant am 13. Mai 1800 viel zum Sieg bei Monte Creto bei und erhielt dafür den Maria-Theresia-Orden. Bei seiner Erhebung in den Freiherrenstand d. d. Wien 30. Juni 1818 erhielt er das Prädikat de Monte Creto. Er machte die Kriegsjahre von 1801, 1809 und 1813 mit und trat 1821 für kurze Zeit in den Ruhestand, wurde dann Brigadie-Kommandant in Siebenbürgen, 1832 Feldmarschallleutnant und Divisions-Kommandant in Galizien, 1839 Kommandierender General in Tirol und 1842 im Banat. Er starb am 4. März 1847 in Temesvár.
Aus der mit Ludmille von Schindler geschlossenen Ehe hinterließ Franz Csorich de Monte Creto keine Kinder. So adoptierte er seinen Neffen, den späteren k. k. FZM und österreichischen Kriegsminister Anton Csorich von Monte Creto, der in dessen Folge mit besonderem Diplom d. d. Wien 16. Oktober 1840 mit dem  gleichen Prädikat in den Freiherrnstand erhoben wurde.   